# Territorium Nieuw-Guinea
Het territorium Nieuw-Guinea (Engels: Territory of New Guinea) was een door Australië bestuurd mandaatgebied van de Volkenbond en na de Tweede Wereldoorlog door Australië bestuurd trustschap van de Verenigde Naties. Het gebied besloeg het noordoostelijke deel van het eiland Nieuw-Guinea inclusief diverse nabijgelegen eilanden.
Het mandaatgebied kwam voort uit grote delen van de kolonie Duits-Nieuw-Guinea die tijdens de Eerste Wereldoorlog in 1914 door Australië op de Duitsers werden veroverd. In 1920 werd uit het door Australië bezette gebied het mandaatgebied gevormd. 
Tijdens de Tweede Wereldoorlog, in 1942, werd Nieuw-Guinea door Japan bezet. Na de oorlog werd het Australische bestuur hersteld en in 1949 werd het Territorium Nieuw-Guinea bestuurlijk samengevoegd met het territorium Papoea (het reeds vroeger door Australië bestuurde zuidoostelijke deel van het eiland) tot het territorium Papoea en Nieuw-Guinea. Officieel bleven de twee territoria echter bestaan als aparte entiteiten, omdat ze een verschillende status hadden. Het territorium Papoea was een extern territorium van Australië en het territorium Nieuw-Guinea was een trustschap van de Verenigde Naties onder Australisch bestuur. In 1975 werd het territorium Papoea-Nieuw-Guinea in zijn geheel onafhankelijk onder de naam Papoea-Nieuw-Guinea. 
Brits-Kameroen · Brits-Togoland · Frans-Kameroen · Frans-Togoland · Nauru · Nieuw-Guinea (een onderdeel van het Territorium Papoea en Nieuw-Guinea) · Ruanda-Urundi · Somalië · Tanganyika · Trustschap van de Pacifische Eilanden · West-Samoa